# 2,3-ジヒドロフラン
2,3-ジヒドロフラン(2,3-Dihydrofuran)は、複素環式化合物である。最も単純なエノールエーテルの1つである。消防法に定める第4類危険物 第1石油類に該当する。